# Hulk and the Agents of S.M.A.S.H.
Hulk and the Agents of S.M.A.S.H. er en amerikansk animeret tv-serie baseret på superhelten Hulk fra Marvel Comics. Serien havde premiere den 3. august, 2013 på Disney XD. Serien får premiere i Australien den 10. april, 2014.
Den 26. juli 2014, annoncerede Disney XD at de havde fornyet serien til en anden sæson som fik premiere den 12. oktober 2014.

## Plot
Hulk, She-Hulk, Red Hulk, A-Bomb og Skaar slutter sig sammen som Agenterne fra S.M.A.S.H. for at besejre superskurke som ingen andre superhelte kan. Deres eventyr bliver optaget på Rick Jones' kameraer til hans nye reality-show, så han kan bevise at Hulk ikke er noget ustyrligt monster, men en helt. Agenterne fra S.M.A.S.H. har deres base tæt på Vista Verde (stedet hvor Hulk blev født).
I Sæson To, må Agenterne fra S.M.A.S.H. tage kampen op mod en kosmisk katastrofe.
Serien bliver nogen gange vist fra kameraernes vinkel, som i en scene hvor Rick fortæller om Hulks uheldige ordvalg, efter at han fik en burger i hovedet, eller fra en scene hvor The Collector tager masken af Spider-Man, og hans ansigt bliver pixileret.

## Amerikanske stemmer
Main Cast
- Fred Tatasciore - Hulk, Thunderball, Volstagg, Karnak, Hiroim
- Eliza Dushku - She-Hulk, Baby Goom
- Clancy Brown - Red Hulk, Hogun, Uatu the Watcher, Black Bolt, Baby Goom
- Seth Green - A-Bomb, Rocket Raccoon
- Benjamin Diskin - Skaar, Jet Computer, Bulldozer, Fandral, Baby Goom, Miek

Additional Cast
- Jonathan Adams - Absorbing Man, Korg
- Dee Bradley Baker - Wendigo, Wendigo King, Goom
- Drake Bell - Spider-Man
- Troy Baker - Loki
- Jeff Bennett - The Collector
- Steve Blum - Devil Dinosaur, Sauron, Wolverine, Wrecker
- David Boat - The Thing
- Chris Bosh - Heimdall
- Jack Coleman - Dr. Strange
- Chris Cox - Star-Lord
- Grey DeLisle - Moloid Shaman
- John DiMaggio - Galactus
- Robin Atkin Downes - Annihilus, Abomination, Mr. Fantastic
- Mary Faber - Crystal, Medusa
- Nika Futterman - Gamora, Lilandra Neramani
- Clare Grant - Titania
- Kevin Greivoux - Super-Skrull
- Laura Harris - Elloe Kaifi
- Mark Hildreth - Deathlok
- John Paul Karliak - Doc Samson
- Tom Kenny - Dr. Octopus, Impossible Man
- Maurice LaMarche - Dr. Doom
- Phil LaMarr - Dormammu
- Stan Lee - Stan the Salesman, Mayor Stan
- David Harvard Lawrence - Mole Man
- James C. Mathis III - Terrax, Malekith, Ronan the Accuser
- Chi McBride - Nick Fury
- Nolan North - Gorgon, Maximus
- Liam O'Brien - Arkon
- Adrian Pasdar - Iron Man
- Enn Reitel - Laufey
- Kevin Michael Richardson - Ego the Living Planet, Groot
- J.K. Simmons - J. Jonah Jameson
- David Sobolov - Drax
- James Arnold Taylor - The Leader, Blastaar, Triton, Human Torch
- Kari Wahlgren - Invisible Woman
- Travis Willingham - Thor

## Danske stemmer
Main Cast
- Mads M. Nielsen - Hulk
- Sara Poulsen - She-Hulk
- Michael Hasselflug - Red Hulk
- Malte Milner Find - A-Bomb
- Rasmus Hammerich - Skaar

Additional Cast
- Jens Jacob Tychsen - Annihilus, The Leader, The Collector
- Peter Zhelder - J. Jonah Jameson, Stan the Salesman, Laufey
- Mathias Klenske - Jet Computer
- Sebastian Jessen - Spider-Man
- Benjamin Kitter - Iron Man
- Kasper Leisner - Blastaar, Thor
- Niclas Mortensen - Sauron